# Gremjačinsk
Gremjačinsk è una città della Russia europea nordorientale (Territorio di Perm'); appartiene al rajon Gremjačinskij, del quale è il capoluogo.
Sorge nella parte orientale del Territorio di Perm', sul versante occidentale degli Urali centrali, 174 chilometri a nordest del capoluogo Perm'.
La cittadina venne fondata nel 1941, come insediamento minerario, per lo sfruttamento di importanti giacimenti di carbone. Gremjačinsk ottenne lo status di città nel 1949, in seguito al forte sviluppo industriale e demografico. La cittadina ha però visto un continuo calo di popolazione negli ultimi 50 anni, passando dai 38.000 abitanti del 1959 ai circa 11.000 del 2010.